# منشأة جلال
قرية منشأة جلال  هي إحدي القرى التابعة لمركز بني مزار بمحافظة المنيا في جمهورية مصر العربية. حسب إحصاءات سنة 2006، بلغ إجمالي السكان في منشأة جلال 5022 نسمة، منهم 2457 رجل و2565 امرأة.